# 四川小檗
四川小檗（学名：Berberis sichuanica）为小檗科小檗属下的一个种。

## 扩展阅读
- 維基物種上的相關：四川小檗